# 크리스 마틴
크리스토퍼 앤서니 존 마틴(Christopher Anthony John Martin, 1977년 3월 2일 ~ )은 잉글랜드의 록 음악가이다. 영국 런던 대학교 유니버시티 칼리지 런던(University College London, UCL)의 슬레이드 스쿨(Slade School)을 졸업하였으며, 밴드 콜드플레이의 리드 보컬, 기타, 피아노를 맡고 있다.
2003년 12월 5일 배우 기네스 펠트로와 결혼해 두 명의 자녀를 두고 있다. 그리고 2016년 기네스 펠트로와 이혼하였다.

## 같이 보기
- 가장 많은 음반을 판 음악가 목록